# Odontocera beneluzi
Odontocera beneluzi là một loài bọ cánh cứng trong họ Cerambycidae.